# San Bartolo Tutotepec
Esta página se refiere a una localidad. Para el municipio homónimo véase Municipio de San Bartolo Tutotepec
San Bartolo Tutotepec es una localidad mexicana, cabecera del municipio de San Bartolo Tutotepec, en el estado de Hidalgo.

## Geografía
Se encuentra en la región geográfica de la Sierra de Tenango. A la localidad le corresponden las coordenadas geográficas 20° 23’ 56.914” de latitud norte y 98° 12’ 07.415” de longitud oeste, con una altitud de 1016 m s. n. m. Cuenta con un clima semicalido húmedo con lluvias todo el año.
En cuanto a fisiografía se encuentra en la provincia del Sierra Madre Oriental, dentro de la subprovincia del Carso Huasteco; su terreno es de sierra. En lo que respecta a la hidrografía se encuentra posicionado en la región Tuxpan–Nautla, dentro de la cuenca del río Tuxpan, y en la subcuenca del río Pantepec.

## Demografía
En 2020 registró una población de 2764 personas, lo que corresponde al 15.62 % de la población municipal. De los cuales 1343 son hombres y 1421 son mujeres.
| Gráfica de evolución demográfica de San Bartolo Tutotepec entre 1900 y 2020                  |
|                                                                                              |
| Población de los censos y conteos del Instituto Nacional de Estadística y Geografía (INEGI). |